# Tibor Feldman
Tibor Feldman (Michalovce, 25 aprile 1947) è un attore statunitense, nato in Slovacchia.

## Filmografia parziale

### Cinema
- Zeisters, regia di John Golden (1986)
- Mortal Sins, regia di Yuri Sivo (1989)
- Above Freezing, regia di Frank J. Todaro (1998)
- River Red, regia di Eric Drilling (1998)
- Fast Food, Fast Women, regia di Amos Kollek (2000)
- The Believer, regia di Henry Bean (2001)
- Kissing Jessica Stein, regia di Charles Herman-Wurmfeld (2001)
- The Next Big Thing, regia di P.J. Posner (2001)
- Poster Boy, regia di Zak Tucker (2004)
- David & Layla, regia di J.J. Alani (2005)
- Guida per riconoscere i tuoi santi (A Guide to Recognizing Your Saints), regia di Dito Montiel (2006)
- Il diavolo veste Prada (The Devil Wears Prada), regia di David Frankel (2006)

- Nail Polish, regia di Jane Ainbinder (2006)
- Brooklyn Rules, regia di Michael Corrente (2007)
- Come d'incanto (Enchanted), regia di Kevin Lima (2007)
- Goyband, regia di Christopher Grimm (2008)
- The International, regia di Tom Tykwer (2009)
- The Ministers - Giustizia violenta (The Ministers), regia di Franc. Reyes (2009)
- Trophy Kids, regia di Josh Sugarman (2011)
- My Father's Will, regia di Fraydun Manocherian e Fred Manocherian (2011)
- Musical Chairs, regia di Susan Seidelman (2011)
- The Pack, regia di Alyssa Rallo Bennett (2011)
- La frode (Arbitrage), regia di Nicholas Jarecki (2012)
- Where Is Joel Baum?, regia di Pearl Gluck (2012)
- Bottled Up, regia di Enid Zentelis (2013)
- Deep Powder, regia di Mo Ogrodnik (2013)
- Sleeping with the Fishes, regia di Nicole Gomez Fisher (2013)
- Merry Christmas, regia di Anna Condo (2013)
- Sidewalk Traffic, regia di Anthony L. Fisher (2015)
- Episodio: Acceptance, di Emily & Tim, regia di Eric Weber e Sean Devaney (2015)
- Franny (The Benefactor), regia di Andrew Renzi (2015)
- Vineland, regia di Alyssa Rallo Bennett (2016)
- Keep the Change, regia di Rachel Israel (2017)
- Humor Me, regia di Sam Hoffman (2017)
- Nancy, regia di Christina Choe (2018)
- About a Teacher, regia di Hanan Harchol (2020)
- Still Here, regia di Vlad Feier (2020)
- Good Egg, regia di Nicole Gomez Fisher (2023)

## Doppiatori italiani
Nelle versioni in italiano delle opere in cui ha recitato, Tibor Feldman è stato doppiato da:
- Ambrogio Colombo in Come d'incanto, La frode
- Silvio Anselmo in I Soprano
- Davide Marzi in Il diavolo veste Prada
- Mario Brusa in Law & Order: Criminal Intent
- Luciano Roffi in The Good Wife
- Stefano Oppedisano in Blue Bloods